# Денулешть (Хунедоара)
Денулешть, Денулешті (рум. Dănulești) — село у повіті Хунедоара в Румунії. Входить до складу комуни Гурасада.
Село розташоване на відстані 327 км на північний захід від Бухареста, 31 км на північний захід від Деви, 111 км на південний захід від Клуж-Напоки, 110 км на схід від Тімішоари.

## Населення
За даними перепису населення 2002 року у селі проживали 55 осіб, усі — румуни. Усі жителі села рідною мовою назвали румунську.